# South Tucson, Arizona
South Tucson är en stad (city) i Pima County, i delstaten Arizona, USA. Enligt United States Census Bureau har staden en folkmängd på 5 695 invånare (2011) och en landarea på 2,7 km².